# Mnasalkes (Töpfer)
Mnasalkes war ein böotischer Töpfer, tätig in der 1. Hälfte des 6. Jahrhunderts v. Chr.
Er ist nur bekannt durch seine Signatur auf drei Ring-Aryballoi:
- Athen, Nationalmuseum 12218
- Boston, Museum of Fine Arts 99.513
- Kilchberg, Sammlung E. Peters (ehemals Solothurn, Sammlung R. Schmidt)